# Ma-13

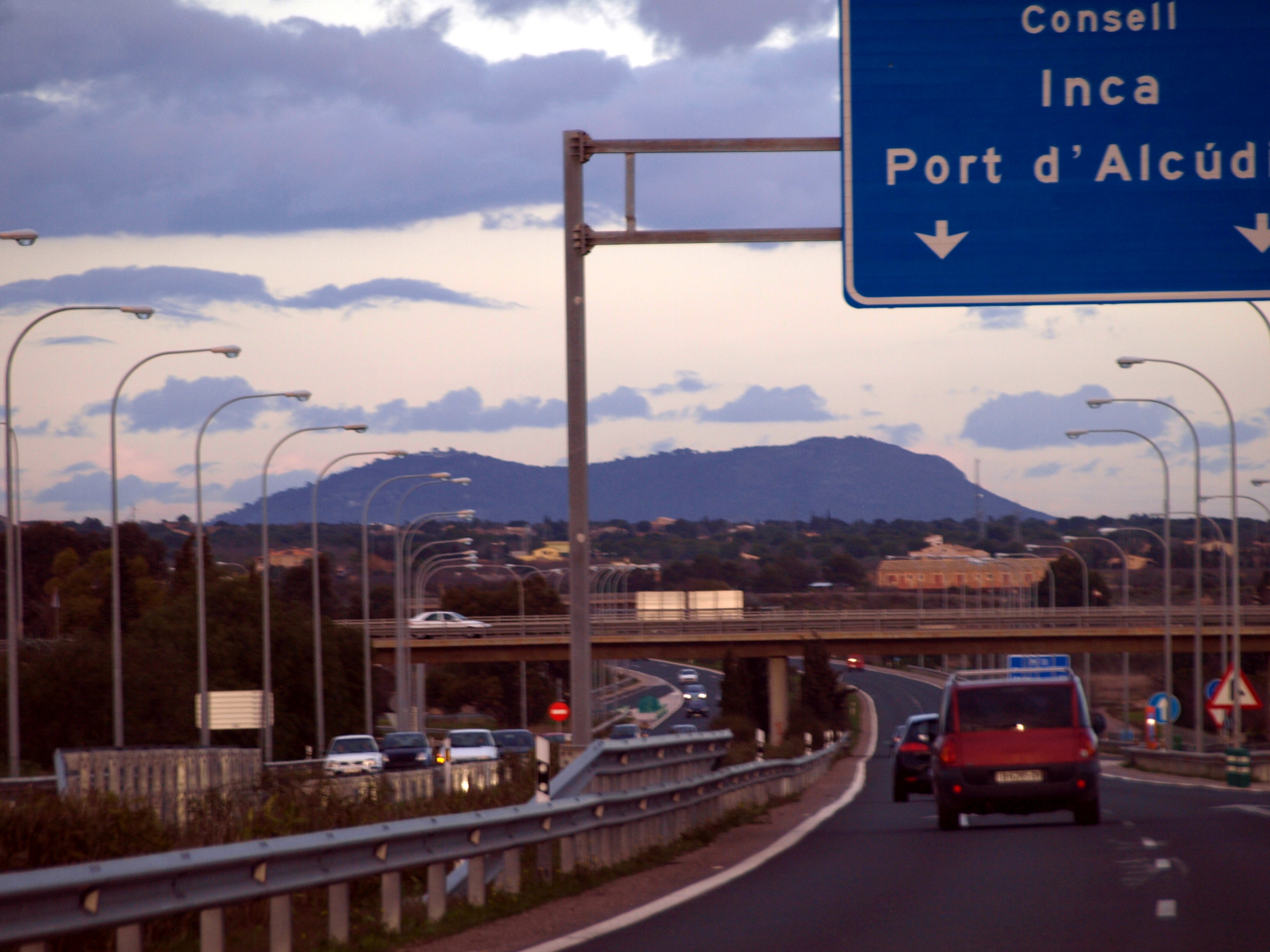
La Ma-13 al seu pas pel Puig de Santa Magdalena.

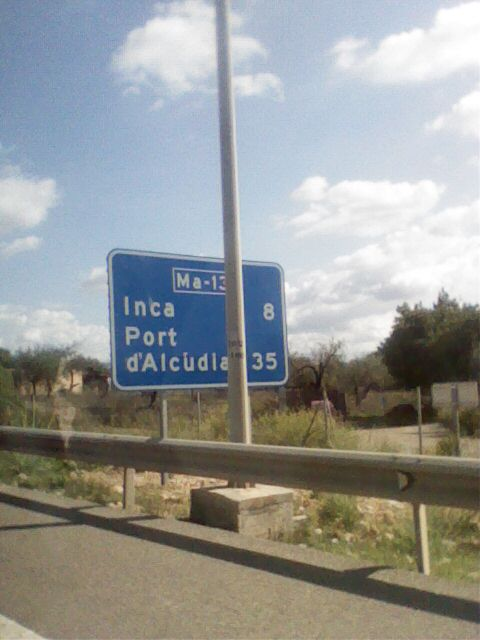
Cartell de la Ma-13 a prop de Binissalem.

La Ma-13 o Autopista Palma-Sa Pobla és una autopista de Mallorca que uneix la badia de Palma amb la badia d'Alcúdia tot travessant la comarca del Raiguer.
Comença en el km. 3 de la Via de Cintura i acaba a Sa Pobla. Del final de l'autopista a Sa Pobla fins a Alcúdia hi ha un tram de carretera convencional. Al començament, l'autopista tan sols arribava fins a Inca, però el 2005 es va desdoblar l'antiga carretera fins a la Pobla. Al llarg del seu recorregut atravessa els municipis de Marratxí, Santa Maria del Camí, Consell, Binissalem, Lloseta, Inca, Búger, Campanet, la Pobla i Alcúdia. Té una longitud de 40 quilòmetres. La seva gestió i manteniment són a càrrec del Consell de Mallorca.
Fou construïda a la dècada de 1990 per alleugerir el trànsit de la carretera d'Inca (Ma-13a), l'antiga carretera que atravessa les mateixes localitats pel centre.